# James Prinsep
James Prinsep FRS (20 de agosto de 1799 – 22 de abril de 1840) foi um erudito inglês, orientalista e antiquário. Foi o editor fundador do Journal of the Asiatic Society of Bengal e é mais lembrado por decifrar os scripts Caroste e Brâmi da Índia antiga. Estudou, documentou e ilustrou muitos aspectos da numismática, metalurgia e meteorologia, além de seguir sua carreira na Índia como mestre ensaiador na casa da moeda em Benares.

## Início de vida

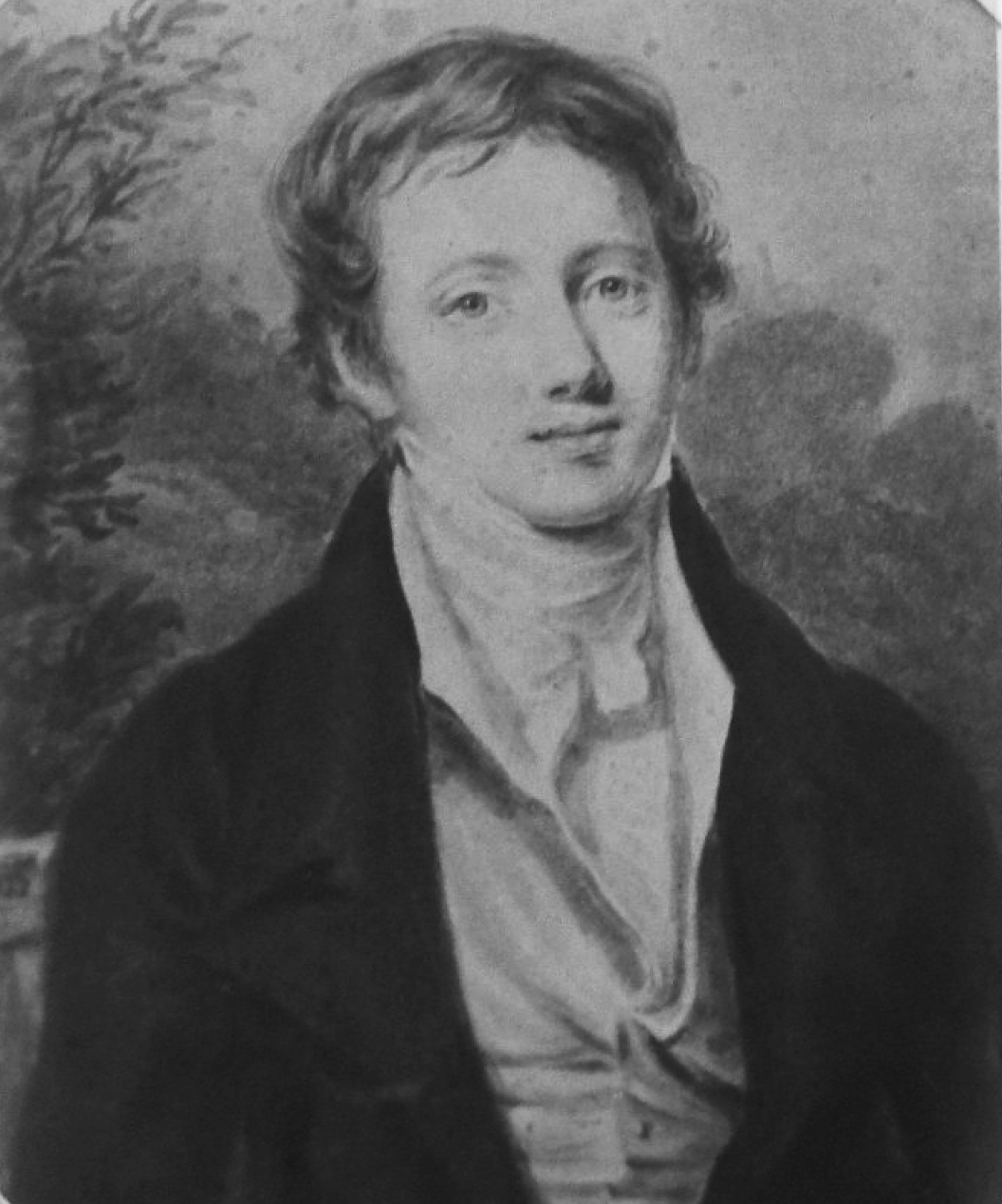
O jovem James desenhado por sua irmã Emily

James Prinsep foi o sétimo filho e o décimo filho de John Prinsep (1746–1830) e sua esposa, Sophia Elizabeth Auriol (1760–1850). John Prinsep foi para a Índia em 1771 quase sem dinheiro e tornou-se um bem-sucedido produtor de índigo. Retornou à Inglaterra em 1787 com uma fortuna de £ 40 000 e estabeleceu-se como um comerciante da Companhia das Índias Orientais. Mudou-se para Clifton em 1809 após sofrer perdas. Suas conexões ajudaram a encontrar trabalho para todos os seus filhos e vários membros da família Prinsep ascenderam a altos cargos na Índia. John Prinsep mais tarde tornou-se membro do parlamento. James inicialmente foi estudar em uma escola em Clifton dirigida por um Sr. Bullock, mas aprendeu mais em casa com seus irmãos mais velhos. Mostrou talento para desenhos detalhados e invenções mecânicas, o que o levou a estudar arquitetura com o talentoso mas excêntrico Augustus Pugin. Sua visão, no entanto, declinou devido a uma infecção e ele foi incapaz de seguir a arquitetura como profissão. Seu pai soube de uma vaga no departamento de ensaio da casa da moeda na Índia e o enviou para treinar em química no Guy's Hospital e depois como aprendiz de Robert Bingley, mestre ensaiador da Royal Mint em Londres (1818–19).

## Carreira na Índia

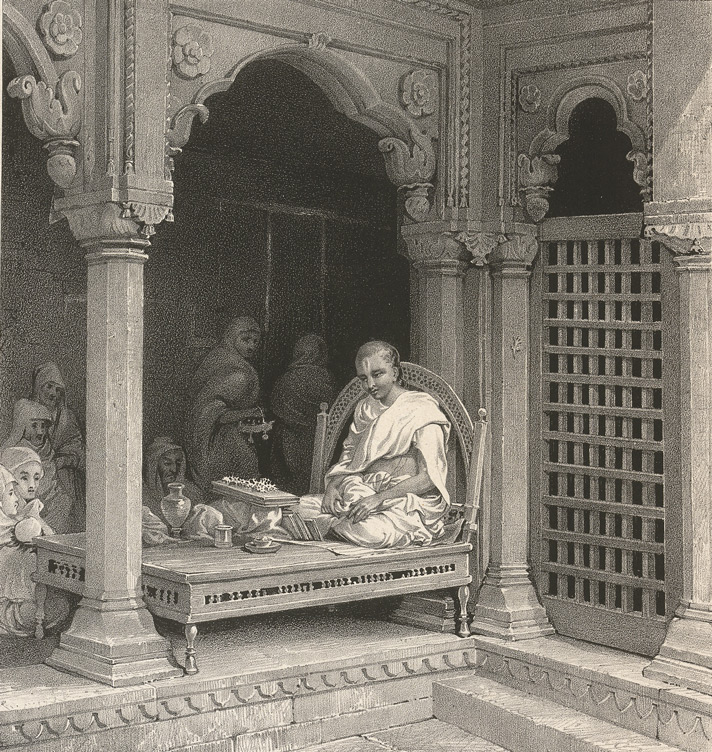
Um Pregador Expõe os Puranas. No Templo de Unn Poorna, Benares. Litografia de Prinsep (1835)

Prinsep conseguiu uma posição como mestre ensaiador na casa da moeda de Calcutá e chegou a Calcutá junto com seu irmão Henry Thoby em 15 de setembro de 1819. Dentro de um ano em Calcutá, foi enviado por seu superior, o eminente orientalista Horace Hayman Wilson, para trabalhar como mestre ensaiador na casa da moeda de Benares. Permaneceu em Benares até o fechamento daquela casa da moeda em 1830. Em seguida, mudou-se de volta para Calcutá como vice-mestre ensaiador e, quando Wilson renunciou em 1832, foi nomeado mestre ensaiador (sobrepujando o indicado de Wilson para o cargo, James Atkinson) na nova casa da moeda de prata, projetada em estilo de revivalismo grego pelo Major W. N. Forbes.
Seu trabalho como mestre ensaiador levou-o a conduzir muitos estudos científicos. Trabalhou em meios para medir com precisão altas temperaturas em fornalhas. A publicação de sua técnica nas Philosophical Transactions of the Royal Society of London em 1828 levou à sua eleição como Fellow of the Royal Society. Ele sugeriu a possibilidade de medição pirométrica visual usando uma série calibrada de placas de mica, bem como usando a expansão térmica da platina, mas considerou que uma abordagem prática era usar combinações calibradas de ligas de platina, ouro e prata colocadas em uma copela ou cadinho e observar sua fusão. Ele também descreveu um pirômetro que media a expansão de uma pequena quantidade de ar contida dentro de um bulbo de ouro. Em 1833, pediu reformas nos pesos e medidas indianos e defendeu um sistema uniforme de cunhagem baseado na nova rupia de prata da Companhia das Índias Orientais. Ele também idealizou uma balança tão sensível que media três milésimos de um grão (≈0,19 mg).

### Arquitetura

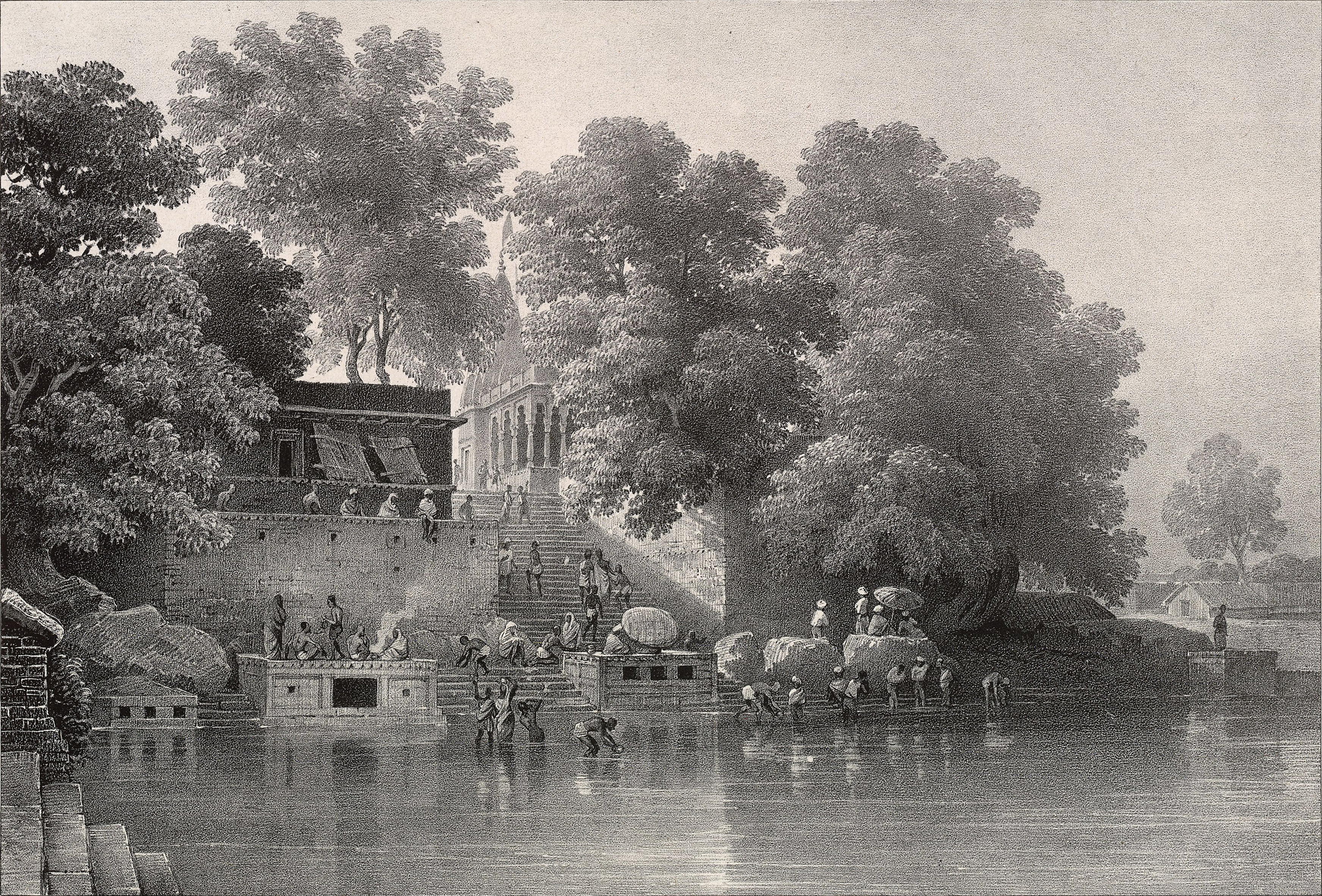
Litografia de Kupuldhara Tulao, Benares por Prinsep (1834)

James Prinsep continuou a se interessar por arquitetura em Benares. Recuperando a visão, estudou e ilustrou a arquitetura de templos, projetou o novo edifício da casa da moeda em Benares, bem como uma igreja. Em 1822, realizou um levantamento de Benares e produziu um mapa preciso na escala de 8 polegadas por milha. Este mapa foi litografado na Inglaterra. Ele também pintou uma série de aquarelas de monumentos e festividades em Benares, que foram enviadas para Londres em 1829 e publicadas entre 1830 e 1834 como Benares Illustrated, in a Series of Drawings. Ajudou a projetar um túnel arqueado para drenar lagos estagnados e melhorar o saneamento das áreas densamente povoadas de Benares e construiu uma ponte de pedra sobre o rio Karamansa. Ajudou a restaurar os minaretes de Aurangzeb, que estavam em estado de colapso. Quando se mudou para Calcutá, ofereceu-se para ajudar a concluir um canal que havia sido planejado por seu irmão Thomas, mas deixado incompleto pela morte deste em 1830. O canal de Thomas ligava o rio Hooghly a braços do Ganges mais a leste.

### Sociedade Asiática de Bengala

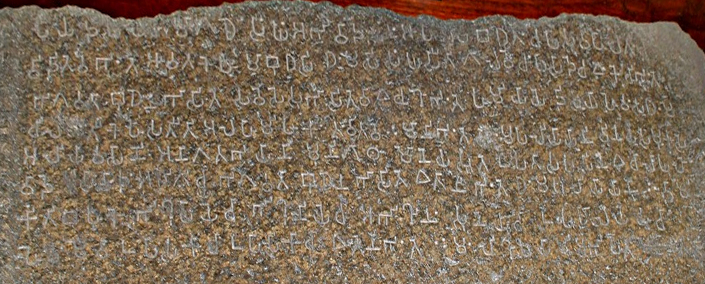
Inscrição de Bairat, na qual Prinsep trabalhou para decifrar o Brâmi. Em exibição na Sociedade Asiática. Veja a placa comemorativa em homenagem a James Prinseq.

Em 1829, o Capitão James D. Herbert iniciou uma série chamada Gleanings in Science. O Capitão Herbert, no entanto, foi designado como Astrônomo do Rei de Oudh em 1830, deixando o jornal para a edição de James Prinsep, que era ele próprio o principal contribuidor. Em 1832, sucedeu H. H. Wilson como secretário da Sociedade Asiática de Bengala e sugeriu que a Sociedade assumisse o Gleanings in Science e produzisse o Journal of the Asiatic Society. Prinsep tornou-se o editor fundador deste jornal e contribuiu com artigos sobre química, mineralogia, numismática e sobre o estudo de antiguidades indianas. Também estava muito interessado em meteorologia e na tabulação de observações e análise de dados climáticos de todo o país. Trabalhou na calibração de instrumentos para medir a umidade e a pressão atmosférica. Continuou a editar o jornal até sua doença em 1838, que o levou a deixar a Índia e, subsequentemente, à sua morte. Muitas das pranchas do jornal foram ilustradas por ele.

### Numismata

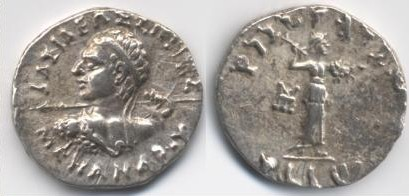
Prinsep usou moedas indo-gregas bilíngues para decifrar o Caroste. Legendas anverso e reverso em grego "Basileos Sotēros Menandroy" e Caroste "Maharaja Tratasa Menandrasa": "Do Rei Salvador Menandro".

As moedas foram o primeiro interesse de Prinsep. Ele interpretou moedas da Báctria e do Império Cuchana, bem como moedas de séries indianas, incluindo as "marcadas a punch" da série Gupta. Prinsep sugeriu que havia três estágios: as moedas marcadas a punch, as cunhadas a matriz e as fundidas. Prinsep também relatou sobre a cunhagem nativa marcada a punch, observando que eram mais conhecidas no leste da Índia.

### Filólogo do script Brâmi

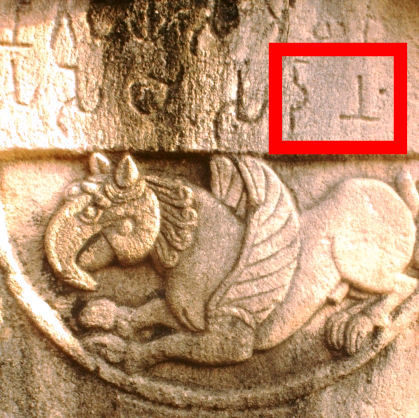
As duas últimas letras no final destas inscrições em Brâmi foram deduzidas como formando a palavra "dǎnam" (doação), que aparece no final da maioria das inscrições em Sanchi e Bharhut. Esta hipótese permitiu a decifração completa do script Brâmi por James Prinsep em 1837.

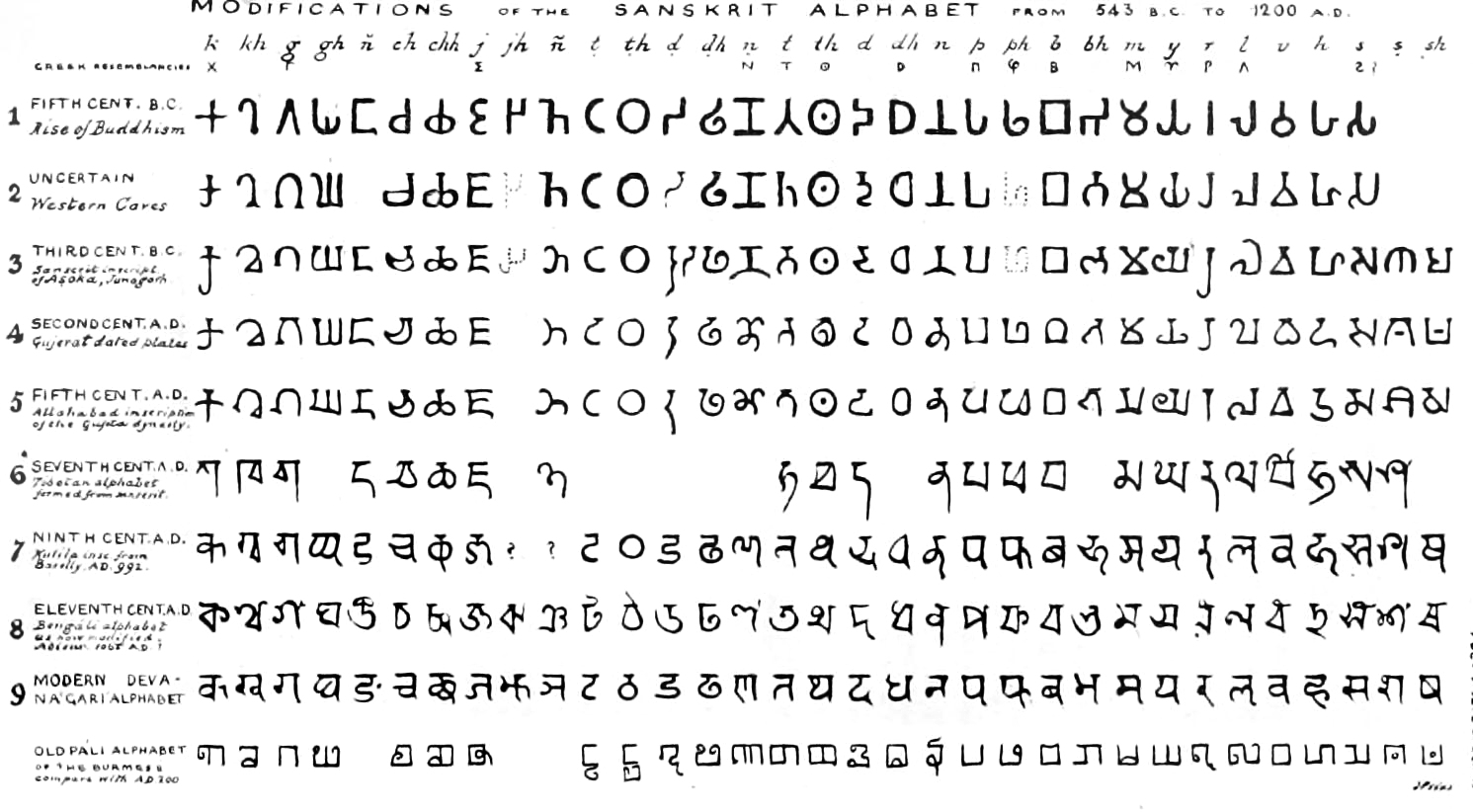
Consoantes das inscrições Brâmi, e sua evolução até o moderno Devanágari, de acordo com James Prinsep, conforme publicado no Journal of the Asiatic Society of Bengal, em março de 1838.

Como resultado do trabalho de Prinsep como editor do jornal da Sociedade Asiática, moedas e cópias de inscrições eram transmitidas a ele de toda a Índia, para serem decifradas, traduzidas e publicadas.
A decifração do Brâmi tornou-se o foco da atenção acadêmica europeia no início do século XIX durante o domínio da Companhia das Índias Orientais na Índia, em particular na Sociedade Asiática de Bengala em Calcutá. O Brâmi foi decifrado por Prinsep, que era então o secretário da Sociedade, em uma série de artigos acadêmicos publicados no jornal da Sociedade entre 1836 e 1838. Suas descobertas basearam-se no trabalho epigráfico de Christian Lassen, Edwin Norris, H. H. Wilson e Alexander Cunningham, entre outros.
Os éditos em script Brâmi mencionavam um Rei Devanampriya Piyadasi que Prinsep inicialmente assumiu ser um rei cingalês. Ele foi então capaz de associar este título a Ashoka com base no script Pali do Sri Lanka comunicado a ele por George Turnour. Esses scripts foram encontrados nos pilares de Délhi e Allahabad e em inscrições rochosas de ambos os lados da Índia, e também no script Caroste em moedas e inscrições do noroeste. A ideia do Corpus Inscriptionum Indicarum, uma coleção de epigrafia indiana, foi sugerida pela primeira vez por Prinsep e o trabalho foi formalmente iniciado por Sir Alexander Cunningham em 1877. Seus estudos sobre inscrições ajudaram no estabelecimento da data das dinastias indianas com base em referências a Antíoco e outros gregos. A pesquisa e escrita de Prinsep não se limitaram à Índia. Prinsep também se aprofundou na história inicial do Afeganistão, produzindo várias obras que tratavam de descobertas arqueológicas naquele país. Muitas das coleções foram enviadas por Alexander Burnes. Após a morte de James Prinsep, seu irmão Henry Thoby Prinsep publicou em 1844 um volume explorando o trabalho do numismata em coleções feitas no Afeganistão.

### Outras atividades
Um artista e artesão talentoso, Prinsep fez esboços meticulosos de monumentos antigos, astronomia, instrumentos, fósseis e outros assuntos. Também estava muito interessado em entender o clima. Projetou um barômetro modificado que compensava automaticamente a temperatura. Manteve registros meteorológicos, além de fornecer barômetros para voluntários e resumir graficamente os registros de outros. Conduziu experimentos sobre métodos práticos para prevenir a ferrugem em superfícies de ferro.

## Vida pessoal
Prinsep casou-se com Harriet Sophia Aubert, filha mais velha do Tenente-Coronel Jeremiah Aubert (neto de Alexander Aubert) do exército de Bengala e sua esposa Hannah, na catedral de Calcutá em 25 de abril de 1835. Eles tiveram uma filha, Eliza, em 1837, que seria a única criança a sobreviver.
Foi eleito membro da American Philosophical Society em 1839.

## Morte e legado

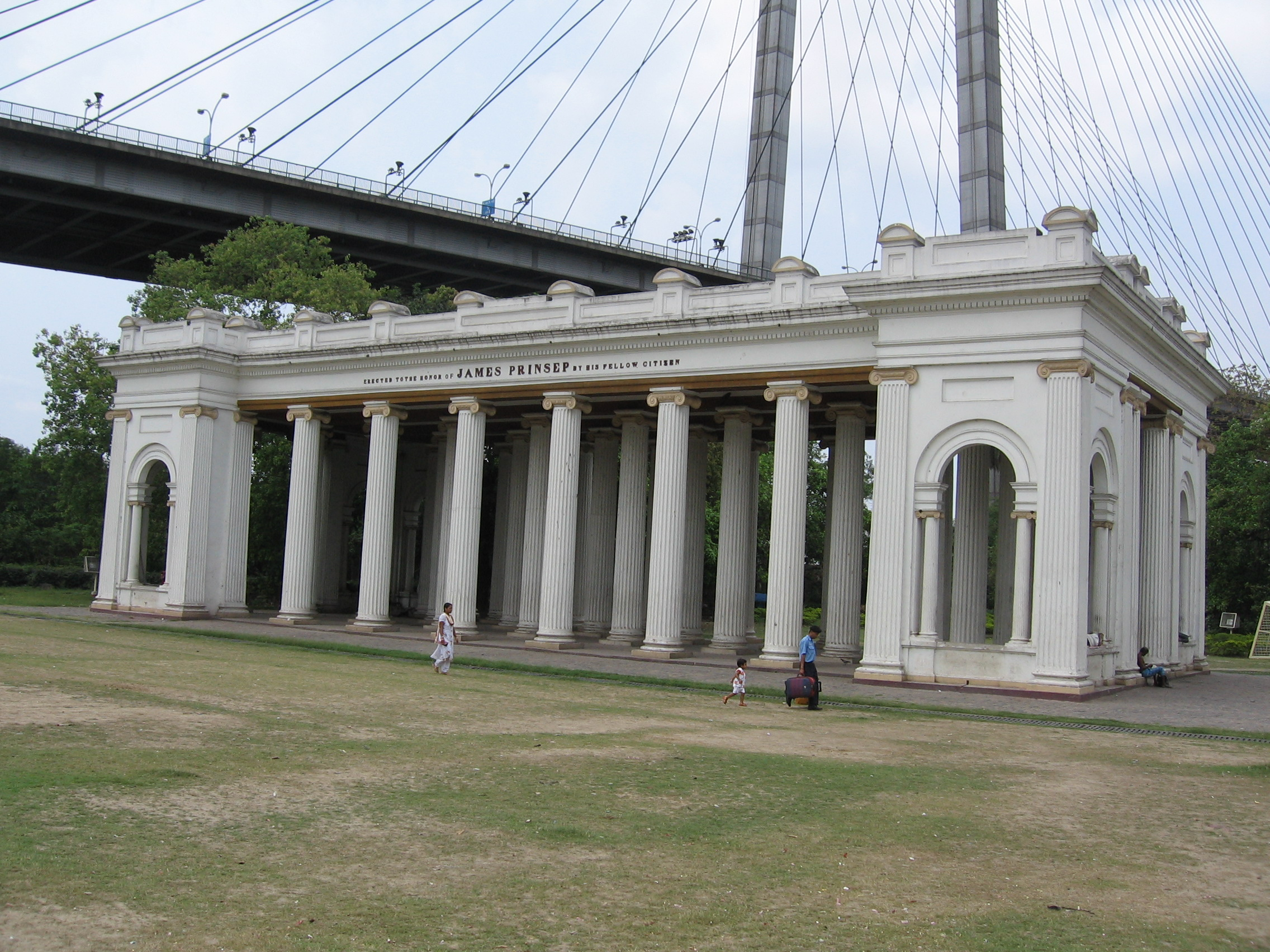
Prinsep Ghat em Kolkata (Calcutá)

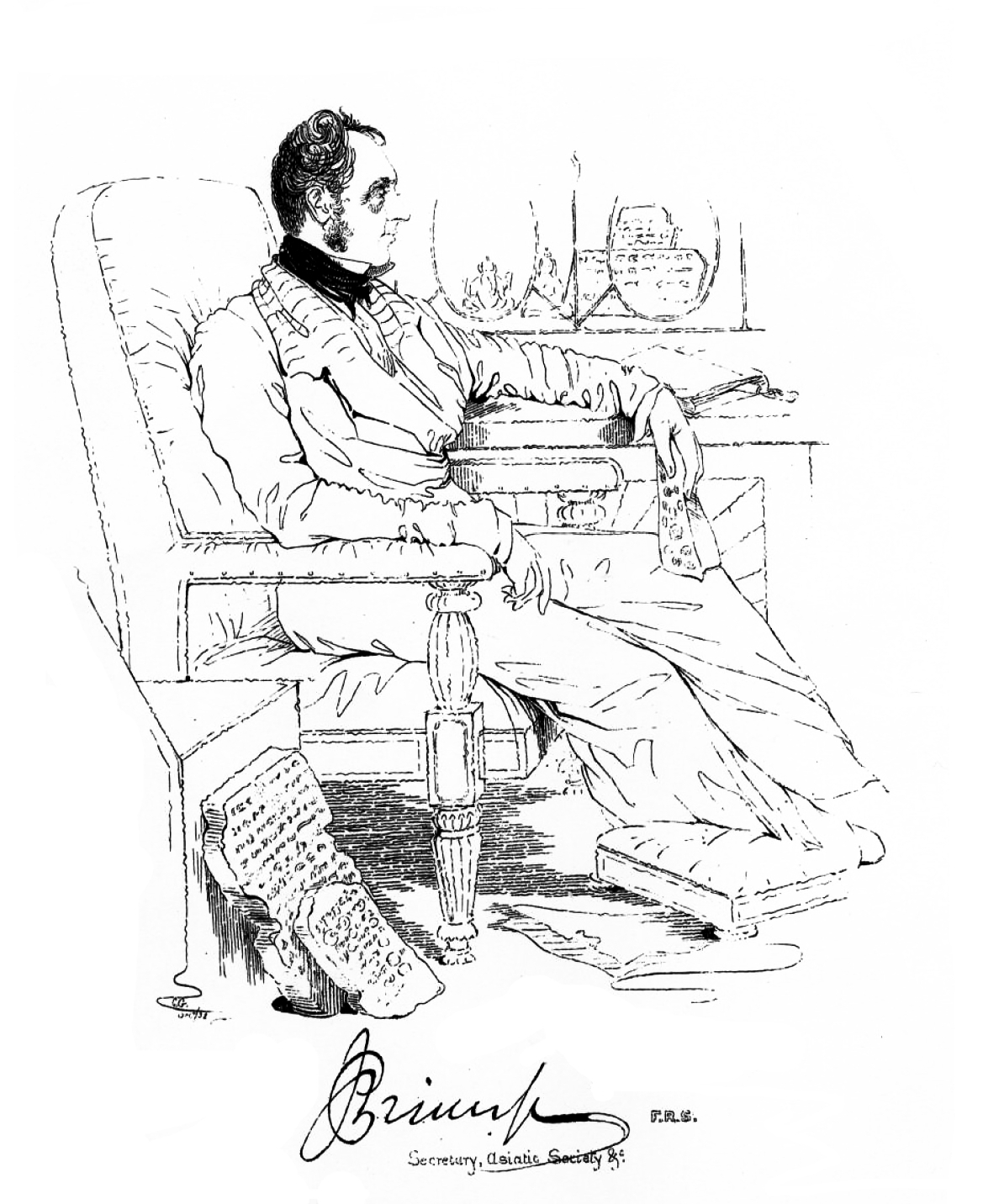
Retrato por Colesworthey Grant (c. 1838)

Prinsep literalmente trabalhou até a morte. A partir de 1838, começou a sofrer de dores de cabeça e enjoos recorrentes. Inicialmente pensou-se estar relacionado a uma condição hepática (biliar) e ele foi forçado a se afastar de seus estudos e partiu para a Inglaterra em novembro de 1838 a bordo do Herefordshire. Chegou à Inglaterra em más condições e não se recuperou. Morreu em 22 de abril de 1840 na casa de sua irmã Sophia Haldimand, na 31 Belgrave Square, de um "amolecimento do cérebro". Um gênero de planta, Prinsepia, foi nomeado em sua homenagem pelo botânico John Forbes Royle em 1839 em reconhecimento ao seu trabalho.
A notícia de sua morte chegou à Índia e vários memoriais foram encomendados. Um busto na Sociedade Asiática deveria ser feito por Francis Chantry, mas foi finalizado por Henry Weekes. O Prinsep Ghat, um pórtico paladiano na margem do rio Hooghly projetado por W. Fitzgerald em 1843, foi erguido em sua memória pelos cidadãos de Calcutá. Parte de sua coleção original de moedas e artefatos antigos do subcontinente indiano está agora no Museu Britânico, em Londres.